# Kanji Asanuma
Kanji Asanuma (浅沼寛治?, Asanuma Kanji; Kyoto, 4 ottobre 1934) è un pallanuotista giapponese.
Ha partecipato, come membro del Giappone, ai Giochi di Roma 1960, partecipando al torneo di pallanuoto.
Ha vinto 1 oro ai Giochi asiatici del 1958.